# Charles Zoude
Pour les articles homonymes, voir Zoude.

Charles Zoude, né à Namur en novembre 1794 et mort dans cette même ville le 28 mai 1860, est un homme politique belge, de tendance catholique.
Il est tout d’abord avocat, puis juge suppléant au tribunal de première instance de Namur et bâtonnier de l'ordre des avocats. Il est aussi journaliste. Avant les journées de septembre 1830, il fait partie de la députation envoyée à La Haye. Il siège au Congrès national de 1830 et est membre de la commission qui élabore la Constitution belge. Il est élu bourgmestre de Namur de 1839 à 1842 et président du Conseil provincial de la province de Namur. Charles Zoude est chevalier de l'Ordre de Léopold en 1841.

## Biographie

### Sa famille
Charles Zoude n'est pas le fils de Léopold Zoude et de Clémentine Mazure, comme certains[Qui ?] l'écrivent. Son père est Alexis-Benoît Zoude (1759-1826), né à Namur et maître batelier ; sa mère est Marie-Catherine Joséphine Mahaut, également née à Namur. Alexis-Benoît est un cousin germain de Léopold Zoude. Pour les différencier, les journalistes et les historiens appellent Léopold Zoude, « Zoude de Saint-Hubert ». 
Les Zoude sont une famille de la bourgeoisie namuroise, les Zoude, originaires de Moustier-sur-Sambre. Le membre le plus connu de cette famille est l'industriel Sébastien Zoude.

### Avant les journées de septembre 1830
Charles Zoude est avocat à Namur. En 1825, le gouvernement du roi Guillaume Ier des Pays-Bas décide d'expulser du royaume les Frères des écoles chrétiennes. Mais sentant tout ce que cette mesure a d'inique et d'odieux, les ministres du roi Guillaume ne veulent pas la prendre directement; ils cherchent à atteindre le but par un détour, en se couvrant du vœu des diverses administrations. Appelé, comme membre de la commission des hospices, à signer une délibération dans ce sens, M. de Hauregard refuse et le comte de Quarré aussi. Au sein du bureau de bienfaisance, l'avocat Charles Zoude est le seul à dire non aux orangistes.
Charles Zoude entre dans le journalisme politique en publiant des éditoriaux dans Le Courrier de la Sambre, qui dénoncent les excès du régime orangiste et auquel collaborent deux autres avocats appelés, eux aussi, à devenir bourgmestres de Namur : Jean-Baptiste Brabant et Xavier Lelièvre. Les notables de Namur chargent Charles Zoude, Brabant, de Bruges, le comte de Quarré et le baron Goswin de Stassart d'aller porter une adresse au roi. Aux États généraux, Zoude s'oppose à la politique de Guillaume Ier des Pays-Bas. Avant les journées de septembre 1830, il fait partie de la députation envoyée à La Haye qui met le roi Guillaume Ier en garde quant aux conséquences d'une intervention militaire contre la Belgique. Tandis que ces membres belges des États généraux se rendent le 13 septembre 1830 à La Haye, les incidents de Bruxelles reprennent un caractère violent, surtout après l'arrivée de renforts de citoyens armés venus de Liège pour renforcer les insurgés.
Après les succès révolutionnaires qui embrasent plusieurs villes de Belgique, et même les campagnes, un congrès national se constitue et Zoude est de ceux qui demandent que le congrès se constitue en permanence jusqu'à ce qu'il ait été procédé au choix du chef de l'État. Les différentes opinions se sont encore manifestées sur ce choix, et l'on termine par le renvoi de la proposition aux sections, pour qu'elle soit examinée en urgence.

### Après les journées de septembre 1830
Le 29 septembre, les États généraux votent la séparation administrative des deux pays. Charles Zoude est nommé par le Gouvernement provisoire, membre de la commission chargée d'élaborer la Constitution belge. La Commission est composée de van Meenen, Étienne de Gerlache, Charles de Brouckère, Dubus l'aîné, Joseph Lebeau, Jean-Baptiste Thorn, Charles Zoude, Paul Devaux et Jean-Baptiste Nothomb, Jean-François Tielemans et Blargnies. Le projet de constitution est déposé le 27 octobre. En ce qui concerne la forme du gouvernement, la Commission se prononce en faveur du système monarchique. Elle propose deux chambres et précise deux systèmes pour la désignation des sénateurs : ou bien leur nomination par le chef de l'État, ou bien leur élection dans un corps d'éligibles payant au moins 1000 florins d'impôt foncier sur des biens situés en Belgique. 
Étienne de Gerlache, Van Meenen, Joseph Lebeau, Paul Devaux, Charles de Brouckère, Jean-Baptiste Nothomb, Balliu et Zoude (de Namur) votent pour la monarchie. Tielemans vote contre, les autres membres ne sont pas encore nommés ou absents de la séance.
Charles Zoude siège au Congrès national de 1830. Il est l’un des représentants de Namur et de la province de Namur. Il s'y prononce pour l'indépendance de la Belgique et la monarchie. Charles Zoude est partisan de Louis d'Orléans, duc de Nemours, fils de Louis-Philippe Ier, roi des Français. Mais celui-ci décline l'offre, le 17 février 1831, sachant que les puissances européennes ne tolèreraient pas que le trône de Belgique soit occupé par un membre de la famille royale française et le Congrès national devra encore organiser trois scrutins pour arriver à élire Léopold de Saxe-Cobourg Gotha, qui prête serment le 21 juillet 1831, devenant le roi Léopold Ier de Belgique.
Plus tard, Charles Zoude remplacera, comme bourgmestre de Namur, Jean-Baptiste Brabant qui est, comme lui, du groupe catholique et il deviendra bâtonnier de l'ordre des avocats namurois.
Il fut également membre du conseil supérieur de l'École centrale du commerce et de l'industrie.
Charles Zoude meurt le 28 mai 1860 dans sa ville natale.